# Remco Bosma
Remco Paul George Bosma (Breda, 6 juni 1971) is een Nederlands ingenieur, politicus en bestuurder. Hij is lid van de VVD. Sinds 1 februari 2023 is hij dijkgraaf van het Hoogheemraadschap Hollands Noorderkwartier.

## Loopbaan
Remco Bosma heeft Milieukunde (1990-1994) gestudeerd aan de Hogeschool West Brabant, Milieuhygiëne, specialisatie Waterkwaliteit (1994-1997) aan de Landbouwuniversiteit Wageningen en in deeltijd Operational Auditing aan de Haagse Hogeschool (2003) en de Universiteit van Amsterdam (2005-2008). Hij begon zijn carrière als ingenieur waterbeheer bij het toenmalige Hoogheemraadschap van de Uitwaterende Sluizen in Kennemerland en West-Friesland.
Voor Remco Bosma burgemeester werd, was hij politiek actief als lid van de Provinciale Staten van Flevoland (onder andere in de rol van fractievoorzitter en commissievoorzitter) van 2007 tot 2016, lid van de Tweede Kamer namens de VVD van 2016 tot 2017 en lid van de gemeenteraad van de gemeente Noordoostpolder van december 2017 tot de gemeenteraadsverkiezingen van maart 2018. Op 13 september 2016 was Bosma een van de zeven VVD Tweede Kamerleden die de Wet op de orgaandonatie aan een nipte meerderheid (75-74) hielp. Remco Bosma was van 2003 tot zijn aanstelling als burgemeester in 2019 werkzaam bij het ministerie van Infrastructuur en Waterstaat, onder andere bij Rijkswaterstaat, de Inspectie Leefomgeving en Transport en de Autoriteit woningcorporaties.
Bosma was van 2019 tot februari 2023 burgemeester van de gemeente Bladel. De burgemeesterspost kwam vacant door het overlijden van burgemeester Boy Swachten op 7 augustus 2017. In verband met de ziekte van burgemeester Swachten was Peter Maas van 1 november 2016 tot en met 15 januari 2019 waarnemend burgemeester van de gemeente Bladel. Met ingang van 1 februari 2023 werd Willibrord van Beek waarnemend burgemeester van Bladel.
In oktober 2022 heeft het algemeen bestuur van het Hoogheemraadschap Hollands Noorderkwartier Bosma voorgedragen als nieuwe dijkgraaf van dit waterschap. Hij werd benoemd bij koninklijk besluit met ingang van 1 februari 2023, de beëdiging vond een dag later plaats.
Bosma is gehuwd en heeft drie kinderen. Hij is opgegroeid in Wouw.
- Parlement.com: vjt3d7ayk1nk